# Comisión Permanente de Contingencias
La Secretaría de Estado en los Despachos de Gestión de Riesgos y Contingencias Nacionales de Honduras (en inglés: Secretary of State in the Office of Risk Management and National Contingencies o COPECO), es una entidad creada para coordinar las organizaciones públicas y privadas en cuanto a los desastres y se encuentra dentro del marco del Sistema de Administración de Riesgo Nacional de la república de Honduras.
COPECO también es parte de la Red Centro Americana de Agencias Gubernamentales para el alivio en caso de desastre, como también parte del Centro de Coordinación para la Prevención de Desastres Naturales en América Central (CEPREDENAC). CEPREDENAC fue creado en el contexto del Sistema de Integración de América Central (SICA).

## Inicios
En 1974 el paso del Huracán Fifi-Orlene sobre Honduras, causó severos daños tanto en infraestructura, como en perdidas humanas, es así que el conformado ente de contingencia nacional denominado: "Consejo Permanente de Emergencia Nacional" o COPEN tiene su primera tarea de aliviar daños y organizar a los cuerpos de rescate del país. 
En 1990 el COPEN se trasforma en COPECO mediante Decreto Gubernamental y el reglamento con el cual actúa en los procesos de organización estatal se emitió en 1999.
En 1998 el Huracán Mitch hace su devastador paso por el territorio nacional de Honduras y de nuevo COPECO es puesto a prueba, mediante la Unidad Operativa Inmediata o (URI). 
En 2017 debido a la demanda del país en busca de un servicio de ambulancia y ayuda prehospitalaria gratis, se crea la Unidad Médica de Emergencias (UME) con la que se busca ayudar a lo más necesitados y llegar a todos los rincones del país brindando una atención de calidad a la población hondureña.

## Sede
La sede principal de COPECO se encuentra en Aldea el Ocotal a 500 m del Hospital Militar, carretera a Mateo, Comayagüela, D.C. Departamento de Francisco Morazán, Honduras; teléfono: (504)2290606.

### Comisionados
Los Ministros Comisionados Nacionales que han rectorado COPECO, en su historia son:
| Nombre                        | Periodo       |
| Arturo Corrales Álvarez       | 1998 - 2000   |
| Juan Antonio Bendeck          | 2000 - 2002   |
| Luis B. Gómez Barahona        | 2002 - 2006   |
| Juan Carlos Elvir Martel      | 2006 - 2007   |
| Marcos Burgos                 | 2007 - 2008   |
| Julio César Cruz              | 2009 - 2010   |
| Lisandro Rosales Banegas      | 2010 - 2014   |
| Moisés Alvarado               | 2014 - 2016   |
| Lisandro Rosales Banegas      | 2016 - 2019   |
| Gabriel Alfredo Rubí Paredes  | 2019 - 2020   |
| Carlos Antonio Cordero Suárez | 2020 - 2020   |
| Max Alejandro González        | 2020 - 2022   |
| Pablo Ramón Soto Bonilla      | 2022 - 2023   |
| Dario Garcia Villalta         | 2023 - 2024   |
| José Jorge Fortín             | 2024 - Actual |

## Misiones
- Terremoto de Ecuador de 2016
- Apoyo a Haití por el Huracán Matthew